# Matthew Yuricich
Matthew J. Yuricich (* 19. Januar 1923 in Lorain, Ohio; † 28. Mai 2012 in Woodland Hills, Kalifornien) war ein US-amerikanischer Matte Painter, der an vielen Science-Fiction-Filmproduktionen beteiligt war. Für seine Arbeit an Flucht ins 23. Jahrhundert wurde er 1977 mit einem Sonderoscar in der Kategorie Beste visuelle Effekte ausgezeichnet.

## Leben und Werk
Nach seinem Kunststudium an der Miami University und der University of California arbeitete Matthew Yuricich ab 1950 in der Filmindustrie bei 20th Century Fox, Metro-Goldwyn-Mayer und Paramount Pictures als Matte Painter. Nach einer Phase in den 1970er-Jahren als freier Mitarbeiter war er in den 1980ern in Richard Edlunds Effektschmiede Boss Films beschäftigt.
Zu Matthew Yuricichs bekanntesten Arbeiten zählen u. a. Ben Hur, Jahr 2022… die überleben wollen, Flucht ins 23. Jahrhundert, Unheimliche Begegnung der dritten Art, Star Trek: Der Film oder Blade Runner.
Nach seinem letzten Film Harley Davidson & The Marlboro Man ging Yuricich 1991 in den Ruhestand. Sein Bruder Richard Yuricich ist ein bekannter Spezialeffekt-Experte und Kameramann. An den Filmen Unheimliche Begegnung der dritten Art, Star Trek: Der Film und Blade Runner arbeiteten sie gemeinsam.

## Filmografie
Diese Liste ist insofern unvollständig, da vor allem in den 1950er und 1960er Jahren oft nur die leitenden Personen im Abspann erwähnt wurden:
- 1959: Der unsichtbare Dritte
- 1959: Ben Hur
- 1960: Cimarron[3]
- 1961: Atlantis, der verlorene Kontinent
- 1962: Meuterei auf der Bounty[3]
- 1962: Die vier apokalyptischen Reiter[3]
- 1963: Kein Lorbeer für den Mörder[3]
- 1963: Vater ist nicht verheiratet[3]
- 1965: Die größte Geschichte aller Zeiten[3]
- 1968: Eisstation Zebra
- 1972: Die Höllenfahrt der Poseidon
- 1973: …Jahr 2022… die überleben wollen
- 1974: Flammendes Inferno
- 1974: Frankenstein Junior
- 1976: Flucht ins 23. Jahrhundert
- 1976: Futureworld – Das Land von Übermorgen
- 1977: Straße der Verdammnis
- 1977: Unheimliche Begegnung der dritten Art
- 1979: Das China-Syndrom
- 1979: Star Trek: Der Film
- 1979: 1941 – Wo bitte geht’s nach Hollywood
- 1981: The Last Chase
- 1982: Blade Runner
- 1982: Geliebter Giorgio
- 1982: Ein Draufgänger in New York
- 1983: V – Die außerirdischen Besucher kommen
- 1983: Zwei Superflaschen räumen auf
- 1983: Projekt Brainstorm
- 1984: Ghostbusters – Die Geisterjäger
- 1984: 2010: Das Jahr, in dem wir Kontakt aufnehmen
- 1985: Die rabenschwarze Nacht – Fright Night
- 1986: Poltergeist II – Die andere Seite
- 1986: Der Knabe, der fliegen konnte
- 1986: Solarfighters
- 1987: Masters of the Universe
- 1989: Stirb langsam
- 1989: Feld der Träume
- 1990: Der mit dem Wolf tanzt
- 1991: Harley Davidson & The Marlboro Man

## Auszeichnungen und Nominierungen
- 1977: Auszeichnung mit dem Special Achievement Award in der Kategorie Beste visuelle Effekte für Flucht ins 23. Jahrhundert
- 1978: Nominierung für den Oscar in der Kategorie Beste visuelle Effekte für Unheimliche Begegnung der dritten Art